# Saint-Hilaire-de-la-Côte
Pour les articles homonymes, voir Saint-Hilaire et La Côte.
Saint-Hilaire-de-la-Côte est une commune française située dans le département de l'Isère, en région Auvergne-Rhône-Alpes.
Les habitants de la commune sont dénommés les Saint-Hilairois.

## Géographie

### Situation et description
La commune de Saint-Hilaire-de-la-Côte se situe dans la partie septentrionale du département de l'Isère. Elle est plus précisément positionnée dans la plaine de la Bièvre à 6 kilomètres à l'est de la commune de La Côte-Saint-André, patrie du musicien Hector Berlioz et qui compte de nombreux monuments historiques.

### Communes limitrophes
| Mottier   |                               | La Frette   |
| Gillonnay | Saint-Hilaire-de-la-Côte      | Longechenal |
| Brézins   | Saint-Étienne-de-Saint-Geoirs | Brézins     |

### Géologie
Le village de Saint-Hilaire se positionne dans la région naturelle de Bièvre-Valloire, une large vallée ouverte entre celle de l'Isère (au sud) et le cours du Rhône (à l'ouest) et dont la forme régulière en auge à fond plat suggère une origine glaciaire, ce que confirme la présence de dépôts morainiques.

### Climat
Pour des articles plus généraux, voir Climat d'Auvergne-Rhône-Alpes et Climat de l'Isère.
En 2010, le climat de la commune est de type climat des marges montargnardes, selon une étude du Centre national de la recherche scientifique s'appuyant sur une série de données couvrant la période 1971-2000. En 2020, Météo-France publie une typologie des climats de la France métropolitaine dans laquelle la commune est exposée à un climat de montagne ou de marges de montagne et est dans la région climatique Alpes du nord, caractérisée par une pluviométrie annuelle de 1 200 à 1 500 mm, irrégulièrement répartie en été.
Pour la période 1971-2000, la température annuelle moyenne est de 11 °C, avec une amplitude thermique annuelle de 17,4 °C. Le cumul annuel moyen de précipitations est de 1 056 mm, avec 10,1 jours de précipitations en janvier et 6,4 jours en juillet. Pour la période 1991-2020, la température moyenne annuelle observée sur la station météorologique de Météo-France la plus proche, « Grenoble-Saint-Geoirs », sur la commune de Saint-Étienne-de-Saint-Geoirs à 7 km à vol d'oiseau, est de 11,5 °C et le cumul annuel moyen de précipitations est de 915,1 mm,. Pour l'avenir, les paramètres climatiques de la commune estimés pour 2050 selon différents scénarios d'émission de gaz à effet de serre sont consultables sur un site dédié publié par Météo-France en novembre 2022.

### Hydrographie
Le territoire communal n'est traversé par aucun cours d'eau notable.

### Voies de communication
Le territoire communal est traversé par la RD73 qui relie les communes de La Côte-Saint-André à La Frette.

## Urbanisme

### Typologie
Au 1er janvier 2024, Saint-Hilaire-de-la-Côte est catégorisée commune rurale à habitat dispersé, selon la nouvelle grille communale de densité à sept niveaux définie par l'Insee en 2022.
Elle est située hors unité urbaine et hors attraction des villes,.

### Occupation des sols
L'occupation des sols de la commune, telle qu'elle ressort de la base de données européenne d’occupation biophysique des sols Corine Land Cover (CLC), est marquée par l'importance des territoires agricoles (83,9 % en 2018), en diminution par rapport à 1990 (87,1 %). La répartition détaillée en 2018 est la suivante : 
terres arables (34 %), prairies (31,3 %), zones agricoles hétérogènes (18,7 %), forêts (7,7 %), zones urbanisées (6,6 %), zones industrielles ou commerciales et réseaux de communication (1,8 %). L'évolution de l’occupation des sols de la commune et de ses infrastructures peut être observée sur les différentes représentations cartographiques du territoire : la carte de Cassini (XVIIIe siècle), la carte d'état-major (1820-1866) et les cartes ou photos aériennes de l'IGN pour la période actuelle (1950 à aujourd'hui).

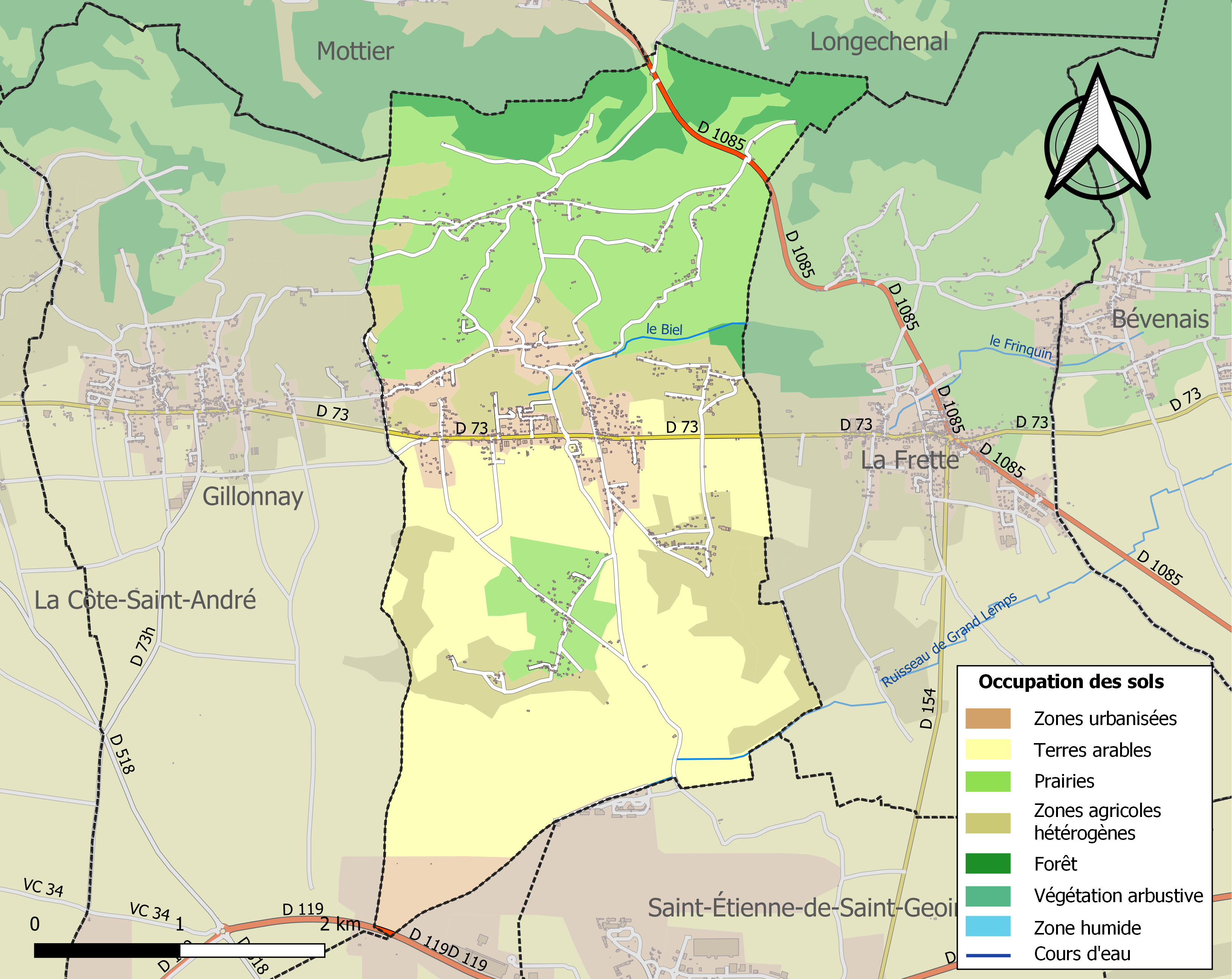
Carte des infrastructures et de l'occupation des sols de la commune en 2018 (CLC).

### Risques naturels et technologiques majeurs

#### Risques sismiques
L'ensemble du territoire de la commune de Saint-Hilaire-de-la-Côte est situé en zone de sismicité no 3 (modérée), comme la plupart des communes de son secteur géographique.
| Type de zone | Niveau            | Définitions (bâtiment à risque normal) |
| ------------ | ----------------- | -------------------------------------- |
| Zone 3       | Sismicité modérée | accélération = 1,1 m/s2                |

## Toponymie
Selon André Planck, auteur d'un livre sur la toponymie des communes de l'Isère, le nom Saint-Hilaire-La Côte a une double signification correspondant à ces deux noms associés :
1. Saint-Hilaire doit son nom à Hilaire de Poitiers, premier évêque de Poitiers réellement attesté, né vers 315 et mort en 367.
2. La Côte, en raison de sa proximité avec la commune de La Côte-Saint-André.

## Histoire

### Préhistoire et Antiquité
Le secteur actuel de la commune de Saint-Hilaire-de-la-Côte se situe à l'ouest du territoire antique des Allobroges, ensemble de tribus gauloises occupant l'ancienne Savoie, ainsi que la partie du Dauphiné, située au nord de la rivière Isère.

## Politique et administration

### Liste des maires
| Période                                  | Période   | Identité                 | Étiquette | Qualité       |
| ---------------------------------------- | --------- | ------------------------ | --------- | ------------- |
| avant 1988                               | ?         | Aimé Jacquier            |           |               |
| mars 2001                                | mars 2008 | Guy Marion               | PS        |               |
| mars 2008                                | 2020      | Anne Bérenguier-Darrigol | SE        | Puéricultrice |
| 2020                                     | 2021      | Hubert Farnoux           |           |               |
| 2021                                     | En cours  | Catherine Carron         |           |               |
| Les données manquantes sont à compléter. |           |                          |           |               |

## Population et société

### Démographie
L'évolution du nombre d'habitants est connue à travers les recensements de la population effectués dans la commune depuis 1793. Pour les communes de moins de 10 000 habitants, une enquête de recensement portant sur toute la population est réalisée tous les cinq ans, les populations de référence des années intermédiaires étant quant à elles estimées par interpolation ou extrapolation. Pour la commune, le premier recensement exhaustif entrant dans le cadre du nouveau dispositif a été réalisé en 2008.

En 2022, la commune comptait 1 598 habitants, en évolution de +8,93 % par rapport à 2016 (Isère : +3,07 %, France hors Mayotte : +2,11 %).
| 1793  | 1800 | 1806 | 1821  | 1831  | 1836  | 1841  | 1846  | 1851  |
| ----- | ---- | ---- | ----- | ----- | ----- | ----- | ----- | ----- |
| 1 012 | 974  | 981  | 1 044 | 1 259 | 1 241 | 1 231 | 1 240 | 1 233 |

| 1856  | 1861  | 1866  | 1872  | 1876  | 1881  | 1886  | 1891  | 1896 |
| ----- | ----- | ----- | ----- | ----- | ----- | ----- | ----- | ---- |
| 1 122 | 1 130 | 1 110 | 1 094 | 1 125 | 1 119 | 1 074 | 1 021 | 974  |

| 1901 | 1906 | 1911 | 1921 | 1926 | 1931 | 1936 | 1946 | 1954 |
| ---- | ---- | ---- | ---- | ---- | ---- | ---- | ---- | ---- |
| 921  | 886  | 823  | 728  | 729  | 682  | 666  | 619  | 607  |

| 1962 | 1968 | 1975 | 1982 | 1990  | 1999  | 2006  | 2008  | 2013  |
| ---- | ---- | ---- | ---- | ----- | ----- | ----- | ----- | ----- |
| 593  | 564  | 531  | 802  | 1 001 | 1 106 | 1 317 | 1 378 | 1 416 |

| 2018  | 2022  | - | - | - | - | - | - | - |
| ----- | ----- | - | - | - | - | - | - | - |
| 1 540 | 1 598 | - | - | - | - | - | - | - |

### Enseignement
La commune est rattachée à l'académie de Grenoble et compte une école primaire : l'école publique de La Pierre Blanche.
Le collège de secteur, Jongkind situé à La Côte St André, accueille les élèves de la 6eme à la 3eme. Il propose, en particulier, dès la 6eme, l’apprentissage "en immersion" de l'Anglais par le dispositif EMILE, l'Allemand en LV2 et à partir de la 5eme, une section Européenne Italien.
La commune est rattachée au secteur du lycée Hector Berlioz à La Côte St André. Il propose entre autres, en plus des 7 spécialités communes à la plupart des lycées généraux, la spécialité Sciences de l’Ingénieur, une section Européen Anglais, une section Européen Italien, un Bac Français International Anglais-Italien, une préparation "Sciences Po".

### Médias
Historiquement, le quotidien à grand tirage Le Dauphiné libéré consacre, chaque jour, y compris le dimanche, dans son édition Isère-Nord, un ou plusieurs articles à l'actualité de la communauté de communes, ainsi que des informations sur les éventuelles manifestations locales, les travaux routiers, et autres événements divers à caractère local.
La commune est située sur l'aire de diffusion de radio Ici Isère, une radio publique qui émet sur tout le territoire du département de l'Isère.

### Cultes
La communauté catholique et l'église de Saint-Hilaire-de-la-Côte (propriété de la commune) sont rattachées à la paroisse de Sainte Marie de Bièvre-Liers qui dépend du diocèse de Grenoble-Vienne.

## Culture locale et patrimoine

### Lieux et monuments
- Ruines du château du Bouchet

Cité depuis le XIIe siècle ou Castrum Sancti Illarii édifié en 1293[réf. nécessaire].
- Église paroissiale Saint-Hilaire de Saint-Hilaire-de-la-Côte

### Personnalités liées à la commune
- Louis-Joseph Jay créateur en 1798 du Musée de Grenoble.

### Héraldique
|  | Saint-Hilaire-de-la-Côte possède des armoiries dont l'origine et le blasonnement exact ne sont pas disponibles. |